# Памфіла

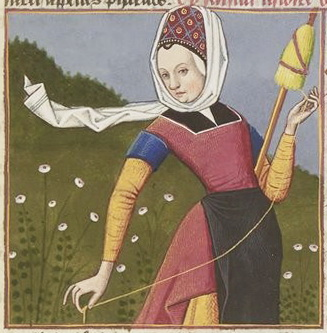
Панфіла у творі Боккаччо «De mulieribus claris».

Памфіла (грец. Παμφίλη), Панфіла, Plateae filia або Latoi filia, була дончкою Платея, або Аполлона (Латуса), – жінка з грецького острова Кос, легендарна винахідниця шовкового ткацтва в Греції.
За переказами, Памфіла була першою жінкою, яка виткала шовк. Вона також винайшла техніку приготування нитки з вати для прядіння на прялці. Окрім того розробила техніку плетіння з бавовняних ниток.
Пліній Старший писав у 70 році до нашої ери: «Шовк отримували шляхом видалення пуху з листя за допомогою води». Він також переказав легенду про Памфілу, яка винайшла шовкове ткацтво на грецькому острові Кос. Він казав, що Памфіла відкрила техніку плетіння, як павутину, і що «в неї не слід відбирати славу створення шовкової сукні, яка покриває жінку, але розкриває її чари». Аристотель також пов'язував Памфілу з винаходом концепції ткацтва шовку.
Пізніше Панфіла згадувалася у творі «De mulieribus claris» Боккаччо (XLIV. De Panphyle Platee filia).

## Першоджерела
- Пліній, Природна історія, XI.26.76

## Вторинні джерела
- Allen, Prudence, The Concept of Woman: The Early Humanist Reformation, 1250—1500, Part 2, p. 631; ISBN 0-8028-3347-0
- Wax Resist Decoration, An Ancient Mediterranean Art by Associate Professor Dr. Margaret Perivoliotis pp. 10,11